# Shūkotsu Togawa
Togawa Shūkotsu (戸川 秋骨, Togawa Shūkotsu, nom véritable Togawa Meizō (戸川 明三, Meizō Togawa)), 7 février 1871 - 9 juillet 1939,  est un essayiste, spécialiste d'études anglaises et critique littéraire japonais.

## Biographie
Né dans le village d'Iwasaki, district de Tamana - (aujourd'hui Tamana) - dans la préfecture de Kumamoto, Shūkotsu Togawa est diplômé de l'université Meiji Gakuin en 1891 et devient professeur à l'école de filles de la même université. En 1893, il fonde avec Shimazaki Tōson, Tōkoku Kitamura et d'autres qu'il a rencontrés à l'université, la revue littéraire Bungakukai. Il est également en contact avec Ichiyō Higuchi.
Après avoir suivi des cours à la faculté d'études anglaises de l'université impériale de Tokyo, il part en Europe et en Amérique et à son retour au Japon en 1910, est finalement nommé professeur à l'université Keiō à Tokyo.
Il publie de nombreux essais et critiques et possède une connaissance approfondie des genres nō et kabuki du théâtre japonais. En 1917, Il publie avec Tokuboku Hirata une édition complète des œuvres de Ralph Waldo Emerson (エマーソン全集, Emāson zenshū) et édite seul une traduction annotée de la collection d'œuvres du même auteur (エマーソン論文集, Emāson rombunshū). Il nomme d'ailleurs sa fille Ema, apparemment en l'honneur d'Emerson.
Shūkotsu Togawa se fait connaître très tôt comme traducteur. Outre les œuvres mentionnées ci-dessus, ses traductions les plus connues et devenues des références au Japon sont Tōka monogatari (十日物語, Décaméron) et Aishi (哀史, Les Misérables) entre autres.

## Source de la traduction
- (de) Cet article est partiellement ou en totalité issu de l’article de Wikipédia en allemand intitulé « Togawa Shūkotsu » (voir la liste des auteurs).